# Ekströmmen
Ekströmmen är en herrgård i Linköpings kommun (Rappestads socken), Östergötlands län.

## Historik
Ekströmmen är en herrgård i Rappestads socken, Vifolka härad. Gården har för hetat Härsta eller Herrestad. Den ägdes från 1638 av landshövdingen Mauritz Holst. Gården var då ett frälsehemman och dels utbytt från kronan. Efter Holst död ägdes gården av sonen häradshövdingen Mauritz Ludvig Holst. År 1683 nämns gården under namnet Ekströmmen. Efter Holst död tog broder överstelöjtnanten Carl Fredrik Holst (1637–1703) över som ägare och vidare dennes söner löjtnanten Mauritz Gustaf Holst (1691–1722) och ryttmästaren Svante Johan Holst (1692–1731). Ryttmästaren Holst var gift med Märta Christina Drakenberg (1688–1771) som tog över gården efter hans död. Deras son majoren Johan Gabriel Holst (1718–1801) tog över gården efter moderns död och därefter ägdes den av sonen kapten Otto Gabriel Holst (1750–1823). Gården ägdes sedan av kaptenens son överstelöjtnant Carl Ludvig Holst (1786–1876).